# Daniel Duda
Daniel Kazimierz Duda (ur. 14 lipca 1933 w Bochni) – polski ekonomista, profesor nauk technicznych, kapitan żeglugi wielkiej, w latach 1972–1981 rektor Wyższej Szkoły Morskiej w Gdyni.

## Życiorys
W 1955 został absolwentem Państwowej Szkoły Morskiej w Gdyni (przekształconej później w WSM). W 1965 uzyskał magisterium z zakresu ekonomii transportu morskiego, a w 1969 uzyskał stopień doktora nauk ekonomicznych. W 1977 został profesorem nauk technicznych. Przez kilkanaście lat pracował w marynarce handlowej, dochodząc w 1963 do stopnia kapitana żeglugi wielkiej. Od 1977 zajmował stanowisko profesora nadzwyczajnego, w 1999 został profesorem zwyczajnym. Przez wiele lat był związany z gdyńską Wyższą Szkołą Morską, pełniąc funkcję m.in. dziekana Wydziału Nawigacyjnego, a w latach 1972–1981 rektora tej uczelni. Od 1990 związany z Akademią Marynarki Wojennej, będąc pełnomocnikiem rektora i szefem Katedry Eksploatacji Jednostki Pływającej.
Został także prezesem Polskiego Towarzystwa Nautologicznego. Jest autorem licznych publikacji, w tym naukowych i marynistycznych.

## Odznaczenia i wyróżnienia
W 2013, za wybitne zasługi w działalności na rzecz rozwoju gospodarki morskiej, za szczególne osiągnięcia w pracy naukowo-badawczej i dydaktycznej w dziedzinie marynistyki, został odznaczony Krzyżem Komandorskim z Gwiazdą Orderu Odrodzenia Polski. Wyróżniony tytułami doctora honoris causa Akademii Marynarki Wojennej im. Bohaterów Westerplatte (2015) oraz Uniwersytetu Morskiego w Gdyni (2021).